# Dynamite!! 2009
FieLDS Dynamite!! The Power of Courage 2009 foi um dos eventos anuais de kickboxing e artes marciais mistas (MMA), promovido pela FEG no dia 31 de dezembro de 2009, na Saitama Super Arena, em Saitama no Japão. O evento teve lutas que abrangem o DREAM, Sengoku Raiden Championship, K-1 e K-1 World MAX.

## Resultados

### MMA card
- DREAM Confronto de Pesos Pesados:  Gary Goodridge vs.  Gegard Mousasi

Gegard Mousasi vence por TKO (socos) a 1:34 do 1º round.
- DREAM vs SRC, Confronto de Pesos leves:  Shinya Aoki (DREAM Champion) vs.  Mizuto Hirota (SRC Champion)

Shinya Aoki vence por finalização (hammerlock) aos 2:17 do 1º round."Hirota teve o braço quebrado."
- DREAM vs SRC, Confronto de Pesos Pesados:  Alistair Overeem vs.  Kazuyuki Fujita

Alistair Overeem vence por KO (joelhada) a 1:15 do 1º round.
- Sengoku Raiden Championship Confronto de Pesos Pesados:  Satoshi Ishii vs.  Hidehiko Yoshida

Hidehiko Yoshida vence por decisão unânime.
- DREAM vs SRC, Confronto de Pesos pena:  Norifumi Yamamoto vs.  Masanori Kanehara (SRC Champion)

Masanori Kanehara vence por decisão unânime.
- DREAM vs SRC, Confronto de Pesos leves:  Tatsuya Kawajiri vs.  Kazunori Yokota

Tatsuya Kawajiri vence por decisão unânime.
- DREAM vs SRC, Confronto de Pesos pena:  Hideo Tokoro vs.  Jong Man Kim

Hideo Tokoro vence por decisão unânime.
- DREAM vs SRC, Confronto dos Médios:  Melvin Manhoef vs.  Kazuo Misaki

Melvin Manhoef vence por TKO (socos) a 1:49 do 1º round.
- DREAM vs SRC, Confronto de Meio médios:  Hayato Sakurai vs.  Akihiro Gono

Akihiro Gono vence por finalização (chave de braço) aos 3:56 do 2º round.
- DREAM vs SRC, Confronto de Pesos pena:  Hiroyuki Takaya vs.  Michihiro Omigawa

Michihiro Omigawa vence por TKO (socos) a 2:54 do 1º round.
- DREAM vs SRC, Confronto de Pesos Pesados:  Katsuyori Shibata vs.  Hiroshi Izumi

Hiroshi Izumi vence por decisão unânime.
- DREAM Final Super Hulk Grand Prix 2009:  Ikuhisa Minowa vs.  Rameau Thierry Sokoudjou

Ikuhisa Minowa vence por TKO (socos) a 3:29 do 3º round.

### K-1 card
- K-1 MAX bout:  Masato vs.  Andy Souwer

Masato vence por decisão unânime.
- K-1 Confronto Peso Pesado:  Ray Sefo vs.  Yosuke Nishijima

Ray Sefo vence por decisão unânime.
- K-1 KOSHIEN 62 kg Class Tournament Semi-Final:  Shota Shimada vs.  Katsuki Ishida

Shota Shimada vence por decisão dividida.
- K-1 KOSHIEN 62 kg Class Tournament Semi-Final:  Hiroya vs.  Masaaki Noiri

Masaaki Noiri vence por decisão unânime.
- K-1 KOSHIEN 62 kg Class Tournament Luta reserva:  Tsukasa Fuji vs.  Tatuya Kusakabe

Tsukasa Fuji vence por decisão dividida.
- K-1 KOSHIEN 62 kg Class Tournament Final:  Masaaki Noiri vs.  Shota Shimada

Masaaki Noiri vence por decisão unânime.

## Super Hulk Grand Prix 2009 Bracket
|  | Quartas de final         | Quartas de final         |                          |     | Semifinais | Semifinais |  |  | Final | Final |
|  |                          |                          |                          |     |            |            |  |  |       |       |
|  |                          |                          |                          |     |            |            |  |  |       |       |
|  |                          |                          |                          |     |            |            |  |  |       |       |
|  | Ikuhisa Minowa           | SUB                      |                          |     |            |            |  |  |       |       |
|  | Ikuhisa Minowa           | SUB                      |                          |     |            |            |  |  |       |       |
|  | Bob Sapp                 |                          |                          |     |            |            |  |  |       |       |
|  | Ikuhisa Minowa           | SUB                      |                          |     |            |            |  |  |       |       |
|  | Ikuhisa Minowa           | SUB                      |                          |     |            |            |  |  |       |       |
|  |                          | Hong Man Choi            |                          |     |            |            |  |  |       |       |
|  | José Canseco             |                          |                          |     |            |            |  |  |       |       |
|  |                          |                          |                          |     |            |            |  |  |       |       |
|  | Hong Man Choi            | SUB                      |                          |     |            |            |  |  |       |       |
|  | Hong Man Choi            | SUB                      | Ikuhisa Minowa           | TKO |            |            |  |  |       |       |
|  |                          |                          | Ikuhisa Minowa           | TKO |            |            |  |  |       |       |
|  |                          | Rameau Thierry Sokoudjou |                          |     |            |            |  |  |       |       |
|  | Jan Nortje               |                          |                          |     |            |            |  |  |       |       |
|  |                          |                          |                          |     |            |            |  |  |       |       |
|  | Rameau Thierry Sokoudjou | TKO                      |                          |     |            |            |  |  |       |       |
|  | Rameau Thierry Sokoudjou | TKO                      | Rameau Thierry Sokoudjou | TKO |            |            |  |  |       |       |
|  |                          |                          | Rameau Thierry Sokoudjou | TKO |            |            |  |  |       |       |
|  |                          | Bob Sapp*                |                          |     |            |            |  |  |       |       |
|  | Mark Hunt                |                          |                          |     |            |            |  |  |       |       |
|  |                          |                          |                          |     |            |            |  |  |       |       |
|  | Gegard Mousasi           | SUB                      |                          |     |            |            |  |  |       |       |
|  | Gegard Mousasi           | SUB                      |                          |     |            |            |  |  |       |       |

- Note: Bob Sapp was brought back into the tournament replacing Gegard Mousasi due to injury.

## K-1 KOSHIEN 62kg 2009 Bracket
|  | Quartas de final | Quartas de final |                |     | Semifinais | Semifinais |  |  | Final | Final |
|  |                  |                  |                |     |            |            |  |  |       |       |
|  |                  |                  |                |     |            |            |  |  |       |       |
|  |                  |                  |                |     |            |            |  |  |       |       |
|  | Katsuki Ishida   | DEC              |                |     |            |            |  |  |       |       |
|  | Katsuki Ishida   | DEC              |                |     |            |            |  |  |       |       |
|  | Tsukasa Fuji     | 3–0              |                |     |            |            |  |  |       |       |
|  | Tsukasa Fuji     | 3–0              | Katsuki Ishida | 3–0 |            |            |  |  |       |       |
|  |                  |                  | Katsuki Ishida | 3–0 |            |            |  |  |       |       |
|  |                  | Shota Shimada    | DEC            |     |            |            |  |  |       |       |
|  | Hiroki Akimoto   | Shota Shimada    | DEC            | 3–0 |            |            |  |  |       |       |
|  | Hiroki Akimoto   |                  |                | 3–0 |            |            |  |  |       |       |
|  | Shota Shimada    | DEC              |                |     |            |            |  |  |       |       |
|  | Shota Shimada    | DEC              | Shota Shimada  | 3–0 |            |            |  |  |       |       |
|  |                  |                  | Shota Shimada  | 3–0 |            |            |  |  |       |       |
|  |                  | Masaaki Noiri    | DEC            |     |            |            |  |  |       |       |
|  | Masaaki Noiri    | Masaaki Noiri    | DEC            | DEC |            |            |  |  |       |       |
|  | Masaaki Noiri    |                  |                | DEC |            |            |  |  |       |       |
|  | Keisuke Miyamoto | 3–0              |                |     |            |            |  |  |       |       |
|  | Keisuke Miyamoto | 3–0              | Masaaki Noiri  | DEC |            |            |  |  |       |       |
|  |                  |                  | Masaaki Noiri  | DEC |            |            |  |  |       |       |
|  |                  | Hiroya           | 3–0            |     |            |            |  |  |       |       |
|  | Hiroya           | Hiroya           | 3–0            | DEC |            |            |  |  |       |       |
|  | Hiroya           |                  |                | DEC |            |            |  |  |       |       |
|  | Ryuya Kusakabe   | 3–0              |                |     |            |            |  |  |       |       |
|  | Ryuya Kusakabe   | 3–0              |                |     |            |            |  |  |       |       |

## DREAM vs. Sengoku resultados
5x4 para o DREAM.
| Shinya Aoki vs. Mizuto Hirota           | WIN  | LOSS |
| Alistair Overeem vs. Kazuyuki Fujita    | WIN  | LOSS |
| Norifumi Yamamoto vs. Masanori Kanehara | LOSS | WIN  |
| Tatsuya Kawajiri vs. Kazunori Yokota    | WIN  | LOSS |
| Hideo Tokoro vs. Jong Man Kim           | WIN  | LOSS |
| Melvin Manhoef vs. Kazuo Misaki         | WIN  | LOSS |
| Hayato Sakurai vs. Akihiro Gono         | LOSS | WIN  |
| Hiroyuki Takaya vs. Michihiro Omigawa   | LOSS | WIN  |
| Katsuyori Shibata vs. Hiroshi Izumi     | LOSS | WIN  |